# Kartouza Mauerbach
Kartouza Mauerbach je bývalý kartuziánský klášter ležící v Mauerbachu na západ od Vídně.

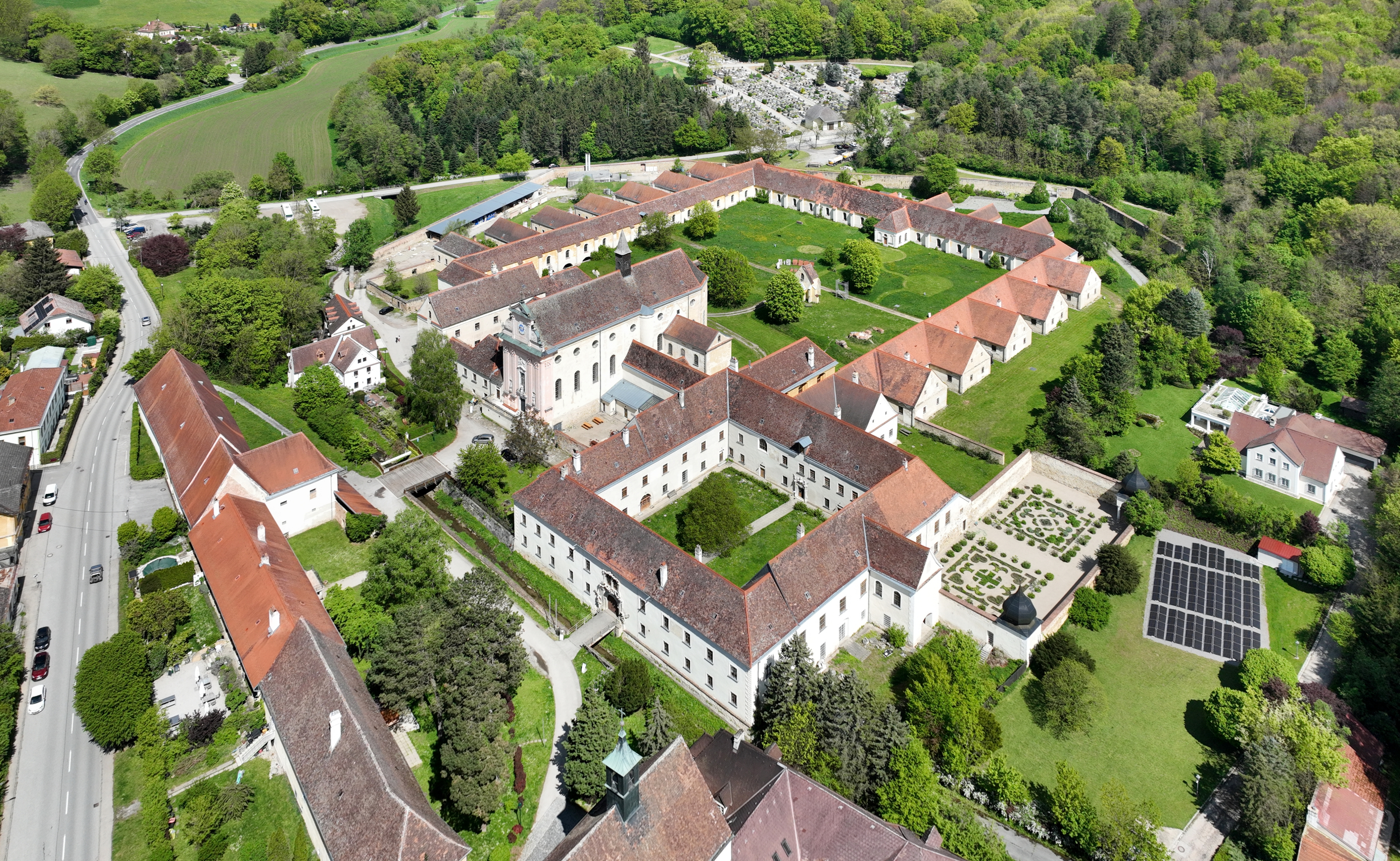
Letecký pohled na kartouza

Klášter byl založen Fridrichem Sličným roku 1314 (1313), při tureckých vpádech do Rakous byl několikrát poškozen, v průběhu 17. a první poloviny 18. století prošel rozsáhlou a nákladnou barokní přestavbou. V roce 1782 byl klášter jeden z prvních zrušených v rámci josefínského reforem. Poté fungoval jako nemocnice, do majetku kartouzu získala Vídeň. Od roku 1962 získal do majetku rakouský stát, který ji začal spravovat Spolkovým památkovým úřadem (BDA), který ji nejprve užíval jako depozitář, od roku 1982 začala sanace.
Díky sanačním pracím na zanedbané kartouze se památkovému úřadu podařilo vybudovat jednak důležité centrum restaurátorských dílem zejména na poli restaurování stavebních památek a dále centrum pro informování a vzdělávání na poli péče o stavební památky.